# 馮鳴鶴
馮鳴鶴（？—？），清朝官員，本籍江蘇。優貢出身。

## 生平
馮鳴鶴於1846年（道光26年）接替冉正品，任臺灣府淡水廳艋舺縣丞一職，是大臺北地區的地方父母官。